# Parmena aurora
Parmena aurora là một loài bọ cánh cứng trong họ Cerambycidae.